# Zacatlancillo
Zacatlancillo är en ort i Mexiko.   Den ligger i kommunen Teloloapan och delstaten Guerrero, i den södra delen av landet, 140 km sydväst om huvudstaden Mexico City. Zacatlancillo ligger 1 612 meter över havet och antalet invånare är 180.
Terrängen runt Zacatlancillo är huvudsakligen kuperad, men åt nordväst är den bergig. Runt Zacatlancillo är det ganska glesbefolkat, med 50 invånare per kvadratkilometer. Närmaste större samhälle är Teloloapan, 12,6 km öster om Zacatlancillo. I omgivningarna runt Zacatlancillo växer huvudsakligen savannskog.